# Ото Фридрих фон Шьонбург-Валденбург
Ото Фридрих фон Шьонбург-Валденбург (на немски: Otto Friedrich Fürst von Schönburg-Waldenburg; * 22 октомври 1819, Валденбург; † 13 декември 1893, Валденбург, Саксония) е трети княз на Шьонбург, граф и господар на Шьонбург-Валденбург.

## Биография
Той е най-големият син на 2. княз Ото Виктор I фон Шьонбург (1785 – 1859) и съпругата му принцеса Текла фон Шварцбург-Рудолщат (1795 – 1861 в Гауерниц при Майсен), дъщеря на княз Лудвиг Фридрих фон Шварцбург-Рудолщат (1767 – 1807) и ландграфиня Каролина фон Хесен-Хомбург (1771 – 1854).
Братята му са Хуго (1822 – 1897), пруски генерал, Георг (1828 – 1900), саксонски генерал на кавалерията и генерал-адютант на краля на Саксония, и Карл Ернст (1836 – 1915), господар на Гауерниц при Майсен и Шварценбах. На 5 април 1848 г. противници подпалват дворец Валденбург.
Ото Фридрих фон Шьонбург-Валденбург умира на 13 декември 1893 г. във Валденбург на 74 години. Клоновете Шьонбург-Валденбург, Шьонбург-Хартенщайн съществуват до днес като Шьонбург-Глаухау.

## Фамилия
Ото Фридрих фон Шьонбург-Валденбург се жени на 22 април 1855 г. във Варшава за Памела Лабунска от Полша (* 31 август 1837; † 18 юли 1901), дъщеря на Аполинарис Лабунски и Юлиана Попов. Те имат осем деца:
- Ото Карл Виктор (* 1 май 1856, Ница; † 18 ноември 1888, Потсдам), наследствен принц, женен на 22 април 1880 г. в Мюнхен за принцеса Луция фон Сайн-Витгенщайн-Берлебург (* 18 март 1859; † 24 септември 1903)
- Ото Вилхелм (* 28 декември 1857; † 2 юли 1886, Венеция от холера)
- Ото Лудвиг (* 29 март 1860; † 13 март 1888)
- Текла Мария Юлия (* 21 декември 1862; † 15 април 1869)
- Елизабет Матилда (* 27 април 1864, Дрезден; † 1 февруари 1949, Химбург), омъжена на 5 февруари 1894 г. във Валденбург за граф Ернст фон Вурмбранд-Щупах (* 6 март 1866; † 12 януари 1924, Виена)
- Ото Сигизмунд (* 8 април 1866, Валденбург; † 11 ноември 1936, Глацен при Бад Кьонигсварт), женен на 17 февруари 1920 г. във Ваймар за Емилия Фридерика Хандшке (* 15 декември 187, Кройцнах; † 23 септември 1964)
- Хайнрих Ото Фридрих (* 17 септември 1867, Валденбург; † 24 май 1937), женен на 9 юли 1906 г. в Теплиц за фрайин Мария Луиза фон Симолин-Ветберг (* 17 юли 1874; † март 1956, Виена)
- Хелена Луиза (* 31 декември 1869; † 30 август 1941)